# グレース・オブ・モナコ 公妃の切り札
『グレース・オブ・モナコ 公妃の切り札』（グレース・オブ・モナコ こうひのきりふだ、Grace of Monaco）は、2014年のフランス・アメリカ・ベルギー・イタリア合作の伝記映画。監督はオリヴィエ・ダアン、出演はニコール・キッドマンとティム・ロスなど。ハリウッド・スターからモナコ公妃となったグレース・ケリーが、存亡の危機に立たされた公国を救うために見せた「一世一代の大芝居」を描いている。
2014年5月に行なわれた第67回カンヌ国際映画祭でオープニング作品として上映された。

## ストーリー
人気の絶頂でハリウッド・スターの座を捨て、モナコ公妃となったグレース・ケリーはモナコ宮殿のしきたりに馴染めず、公務に勤しむ夫レーニエ3世とのすれ違いも重なり孤独を感じていた。結婚から5年が過ぎた1961年12月、グレースにハリウッド時代の知己だったヒッチコックが、新作映画『マーニー』の脚本を携え会いに来る。ヒッチコックは、宮殿で孤立するグレースに「『マーニー』の主演を引き受けて欲しい」と依頼する。5年振りの女優復帰に喜ぶグレースだったが、モナコ公妃としての立場を考え回答を保留する。
翌1962年。フランス大統領ド・ゴールは、長引くアルジェリア戦争の戦費を得るため、モナコ政府に対し、モナコ国内にあるフランス企業から税金を徴収しフランスに支払うように要求する。レーニエは「モナコの国家基盤を揺るがす」として徴税を拒否するが、ド・ゴールは「要求を断るなら、モナコをフランス領として併合する」と声明を発表し圧力をかける。両国関係が緊迫した状態となる中、レーニエはグレースの女優復帰を認め、彼女は両国問題が解決した後に女優に復帰することを公表しようと考える。しかし、女優復帰の情報が宮殿内からマスコミにリークされ、グレースは「モナコから逃げ出そうとしている」と批判されてしまう。グレースの相談を受けたタッカー神父は「宮殿内にフランスに内通するスパイがいる」と指摘し、彼女にスパイの捜索を提案する。
1962年7月、フランスの圧力に屈したレーニエは課税を了承するが、ド・ゴールはモナコ企業にも課税しフランスに支払うように要求し、モナコとの国境を封鎖する。交渉に失敗したレーニエはグレースに八つ当たりし、女優復帰の話を断るように告げる。ショックを受けたグレースは離婚を考えるが、タッカー神父に諭され思い留まる。グレースはモナコを守るため、タッカー神父の紹介でデリエール伯爵のもとを訪れ、モナコの伝統・外交儀礼についてのレッスンを受ける。一方のレーニエは各国の外交使節をモナコに招き、モナコへの支援を呼びかけようとした。そんな中、グレースにフランスへ情報を流しているのが秘書のマッジだという報告が届く。グレースはルパートにマッジの裏切りの証拠を得て、雇い主が誰かを突き止めるよう指示する。
2カ月後、グレースとレーニエは和解し、各国使節を招いたサミットに臨み支援を訴えるが、サミット終了直後に発生したド・ゴール暗殺未遂事件の影響で、各国使節はモナコを離れてしまう。グレースはレーニエの敗北をよそにジャン＝シャルルがフランスの要求受け入れを進言するのを聞き、さらにレーニエの姉であるアントワネットが事態の進展に安堵する表情に絶望する。悲嘆に暮れるグレースに、マッジは情報をフランスに売っていたのではなく、自ら探偵を雇い、アントワネットと夫のジャン＝シャルルを探っていたという事実が告げられる。マッジは探偵の調査報告に基づいて、アントワネットが自分の息子を大公位に就けるため、レーニエの追い落としを企んでいるという事実をグレースに告げ彼女に従いレーニエに証言する。グレースとレーニエは、アントワネットと夫のジャン＝シャルルの国外追放を決定し、グレースはヒッチコックに出演辞退を伝えると同時に、国際赤十字のバチョッキ伯爵夫人の協力を取り付け、ド・ゴールを初めとする世界中の著名人・政治家たちを集めて舞踏会を開催すると発表する。
10月9日、要人たちを招いた舞踏会の場で、グレースは人々の愛と平和への気持ちを伝えるスピーチを行い、出席者からの喝采を受ける。アメリカのマクナマラ国防長官ら出席者の反応を見たド・ゴールは、世界中がグレースを支持していることを痛感しモナコへの強硬策を撤回、翌1963年にモナコの国境封鎖を解除する。

## キャスト
※括弧内は日本語吹替
- グレース・ケリー: ニコール・キッドマン（田中敦子） - モナコ公妃。元ハリウッド・スター。
- レーニエ3世: ティム・ロス（郷田ほづみ） - モナコ公国大公。
- フランシス・タッカー神父: フランク・ランジェラ（楠見尚己） - グレースの後見人。
- マッジ・ティヴィ＝フォコン: パーカー・ポージー（廣田悠美） - グレースの秘書。
- ルパート・アレン: マイロ・ヴィンティミリア - ハリウッドの映画会社の広報担当。
- フェルナンド・デリエール伯爵: デレク・ジャコビ（小形満） - モナコの外交儀礼担当。
- マリア・カラス: パス・ベガ（森なな子） - ソプラノ歌手。オナシスの愛人。
- アントワネット公女（英語版）: ジェラルディン・ソマーヴィル（英語版） - レーニエの姉。
- アリストテレス・オナシス: ロバート・リンゼイ（英語版） - ギリシャの大富豪。モナコ公室の支援者。
- ジャン＝シャルル・レイ: ニコラス・ファレル（英語版） - アントワネットの夫。
- アルフレッド・ヒッチコック: ロジャー・アシュトン＝グリフィス（英語版）（臼木健士朗） - ハリウッドの映画監督。
- バチョッキ伯爵夫人: ジャンヌ・バリバール（足立由夏） - モナコの国際赤十字代表。モナコ公室の支援者。
- ドラヴェンヌ氏（フランス語版）: イヴ・ジャック（英語版） - モナコ内務大臣。
- エミール・ペレティエ（フランス語版）: オリヴィエ・ラブルダン - モナコ国務大臣。
- シャルル・ド・ゴール: アンドレ・ペンヴルン（フランス語版） - フランス大統領。
- ロバート・マクナマラ: フィリップ・ダレンシー - アメリカ合衆国国防長官。

## 作品の評価
グレース・ケリーとレーニエ3世の実子であるアルベール2世、カロリーヌ公女、ステファニー公女の3人は、撮影終了後の2013年1月に本作に対して「必要以上に美化され、史実に対して不正確」と批判、数多くの変更を要求したにもかかわらず無視されており、本作は伝記映画ではなく、完全なフィクションであるとしている。アルベール2世は、特に父親であるレーニエ3世が「指導者として一方的で、妻を束縛する男」として描写されている点に不満を感じ、第67回カンヌ国際映画祭のオープニング上映への出席を拒否した。
モナコ公室の反応について、主演のニコール・キッドマンは「本作にファミリーを批判する意図はなく、完全な伝記映画とも違う」とコメントしている。
批評家からも概ね低評価である。Rotten Tomatoesによれば、批評家の一致した見解は「美しく撮られてはいるが、全くつまらない『グレース・オブ・モナコ 公妃の切り札』は、題材にも観客にも敬意を払うことができていない。」であり、批評家による74件のレビューのうち、高評価は9%にあたる7件のみで、平均して10点満点中3.26点にとどまっている。Metacriticによれば、批評家による10件のレビューのうち、高評価は1件、賛否混在は2件、低評価は7件で、平均して100点満点中21点を得ている。アロシネによれば、フランスの14のメディアによる評価の平均は5点満点中2.5点である。
上記のように、映画自体には批判的な見方もあるが、主演のニコール・キッドマンは全米映画俳優組合賞にノミネートされるなど、演技を評価する声も寄せられている。
| 受賞一覧           | 受賞一覧                               | 受賞一覧             | 受賞一覧   | 受賞一覧      |
| 賞                 | カテゴリ                               | 対象者               | 結果       | 出典          |
| ------------------ | -------------------------------------- | -------------------- | ---------- | ------------- |
| 全米映画俳優組合賞 | 女優賞（ミニシリーズ・テレビ映画部門） | ニコール・キッドマン | ノミネート | [ 12 ] [ 13 ] |